# Оуэнс, Делия
Делия Оуэнс (род. 4 апреля 1949, Джорджия) — американская писательница, зоолог и защитник природы. Наиболее известна благодаря роману 2018 года «Там, где раки поют».

## Биография
Оуэнс выросла в Томасвилле на юге Джорджии, где прожила большую часть своей жизни в дикой природе. Она и её супруг Марк были студентами-биологами в Университете Джорджии; там она получила степень бакалавра наук по зоологии и докторскую степень по поведению животных в Калифорнийском университете в Дэвисе. Она знала, что хочет стать писателем, но решила сделать карьеру в науке.
В 1974 году супруги переехали в Африку и некоторое время путешествовали, а затем разбили лагерь в пустыне Калахари. Книга «Плач Калахари» была написана о впечатлениях пары. После того как они провели кампанию против местного животноводства, ботсванские чиновники выслали их из страны. Затем, в начале 1990-х годов, Оуэнсы поселились в Национальном парке Северная Луангва (Замбия), а затем в Мпике (Замбия). Книга Cry of the Kalahari и две другие её нехудожественные книги-бестселлеры, The Eye of the Elephant и Secrets of the Savanna, посвящены исследовательской и природоохранной работе супругов. В Замбии они способствовали сокращению браконьерства слонов, помогая браконьерам зарабатывать на жизнь такими навыками, как пчеловодство, плотницкое дело, акушерство и ткачество.
После получения степени доктора биологии Оуэнс опубликовала свои исследования поведенческой экологии африканских диких животных в таких журналах, как Nature, Journal of Mammalogy, Animal Behaviour, 12 и African Journal of Ecology. Участвовала в написании статей для журналов Natural History и International Wildlife, где была «свободным редактором» более 20 лет. Читала лекции по всей Северной Америке и участвовала в мероприятиях по сохранению медведя гризли на территории США.
Делия и Марк Оуэнс разведены. В течение многих лет Делия жила в округе Баундэри, штат Айдахо, который находится в двадцати милях от Канады. Однако в 2019—2020 годах она переехала на бывшую ферму по разведению лошадей недалеко от Ашвилла.
Оуэнс является соучредителем фонда Owens Foundation for Wildlife Conservation по сохранению дикой природы в Стоун-Маунтине, штат Джорджия.
В августе 2018 года Оуэнс выпустила свой дебютный роман «Там, где раки поют», который возглавлял список бестселлеров художественной литературы газеты The New York Times в 2019—2020 гг. в течение 32 недель подряд и находился в списке в общей сложности 135 недель. В декабре 2018 года было объявлено, что компания Fox 2000 Pictures приобрела права на книгу и что продюсерская компания Риз Уизерспун Hello Sunshine экранизируют книгу. Фильм вышел в июле 2022 года и собрал 144,4 млн долларов в кинопрокате.

### Дело об убийстве в Замбии
30 марта 1996 года в эфире ABC «Turning Point» был показан документальный фильм «Смертельная игра: История Марка и Делии Оуэнс», в котором было заснято убийство предполагаемого браконьера. Жертва не идентифицируется рассказчиком, журналисткой Мередит Виейра, как и не раскрывается личность человека или людей, которые произвели смертельные выстрелы за кадром. В сценарии ABC жертва названа «нарушителем границы». Главный редактор The Atlantic Джеффри Голдберг впоследствии взял интервью у Криса Эверсона, оператора ABC, который снимал убийство предполагаемого браконьера. Эверсон рассказал Голдбергу, что роковые выстрелы произвёл Кристофер Оуэнс. Голдберг сообщил в статье «Охота» в журнале The New Yorker в 2010 году, что детектив замбийской полиции, руководивший расследованием, Бьемба Мусоле, пришёл к выводу, что Марк Оуэнс с помощью своих разведчиков поместил тело жертвы в грузовую сеть, прикрепил её к своему вертолёту, а затем сбросил в близлежащую лагуну. Мусоле возглавил работу по установлению личности предполагаемого браконьера, но не преуспел в этом. Бывший комиссар национальной полиции Замбии Графаэль Мусамба сказал Голдбергу, что расследование застопорилось из-за отсутствия тела: «Буш — идеальное место для совершения убийства… Животные съедают улики».
По сей день Делия Оуэнс отрицает какое-либо участие в этом инциденте, объясняя это тем, что она не была замешана в этом деле и никакого дела не было. Однако её роман «Там, где поют кроудады» вызвал подозрения у тех, кто был с ней в турне, в связи с параллелями между главной героиней Кией и её делом, а также предполагаемым обвинением самой Делии. Оуэнсы отвергли эти обвинения.
Ни Оуэнс, ни её бывшему мужу Марку, ни пасынку Кристоферу не было предъявлено никаких обвинений.
В июне 2022 года представители полиции Замбии сообщили Джеффри Голдбергу, что, по их мнению, Делию Оуэнс следует допросить как возможную свидетельницу или соучастницу в тяжких преступлениях. Главный прокурор Замбии Лилиан Шава-Сиюни сказала Голдбергу, что расследование убийства предполагаемого браконьера, а также других возможных преступных действий в Северной Луангве было затруднено из-за отсутствия договора об экстрадиции между Замбией и США и явного отказа ABC сотрудничать со следствием, заявив: «В Замбии нет срока давности по убийствам… Они разыскиваются для допроса по этому делу, включая Делию Оуэнс».

## Награды
- 1981 — премия Rolex Award for Enterprise за исследовательский проект «Калахари» (совместно с бывшим мужем Марком Оуэнсом)[14]
- 1985 — Премия Джона Берроуза (совместно с Марком Оуэнсом)[22]
- 1993 — Премия выдающегося выпускника Калифорнийского университета[14]
- 1994 — Орден Золотого ковчега (Нидерланды)[14].

### Романы
- «Там, где раки поют» (2018)

### Документальная проза
- Cry of the Kalahari (1984)
- The Eye of the Elephant (1992)[23][24]
- Secrets of the Savanna (2006)[25]